# Mosquée Sidi Bellagh

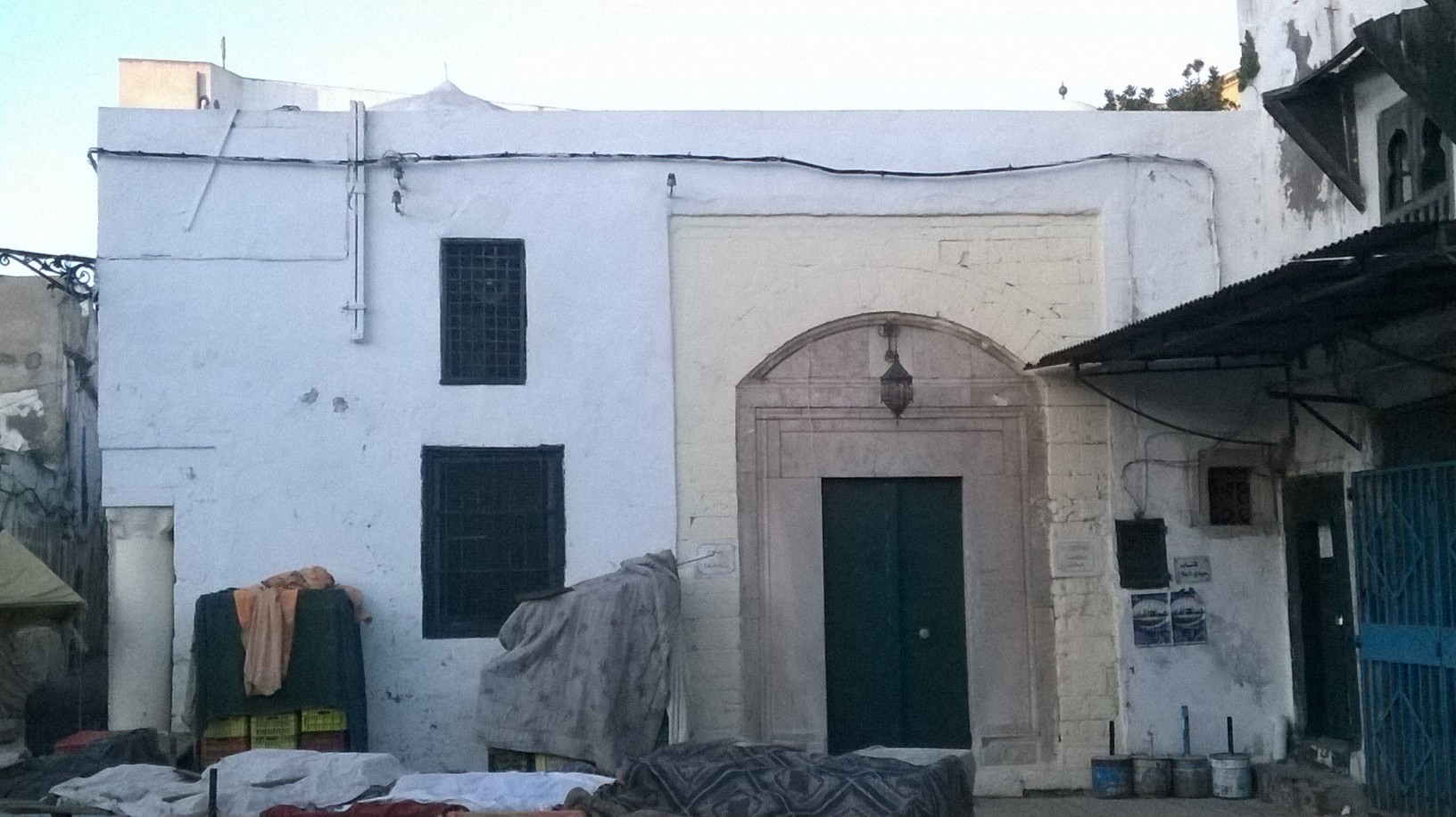
Vue de la mosquée

La mosquée Sidi Bellagh (arabe : مسجد سيدي البلاغ) est une mosquée tunisienne située dans le quartier de Halfaouine, dans le faubourg nord de la médina de Tunis.

## Localisation
Elle se trouve au numéro 156 de la rue Halfaouine, sis auprès de la mosquée Saheb Ettabaâ.

## Étymologie
Elle tire son nom d'un saint homme, le cheikh Abi Kacem El Bellagh (arabe : الشيخ أبي قاسم البلاغ), qui a vécu durant le VIIIe siècle et qui est connu par ses morales ainsi que sa sagesse.

## Histoire
Depuis sa création, dont la date exacte est méconnue mais probablement située au IXe siècle, on y pratique les cinq prières ainsi que les tarawih durant le mois de ramadan et ce jusqu'à nos jours.

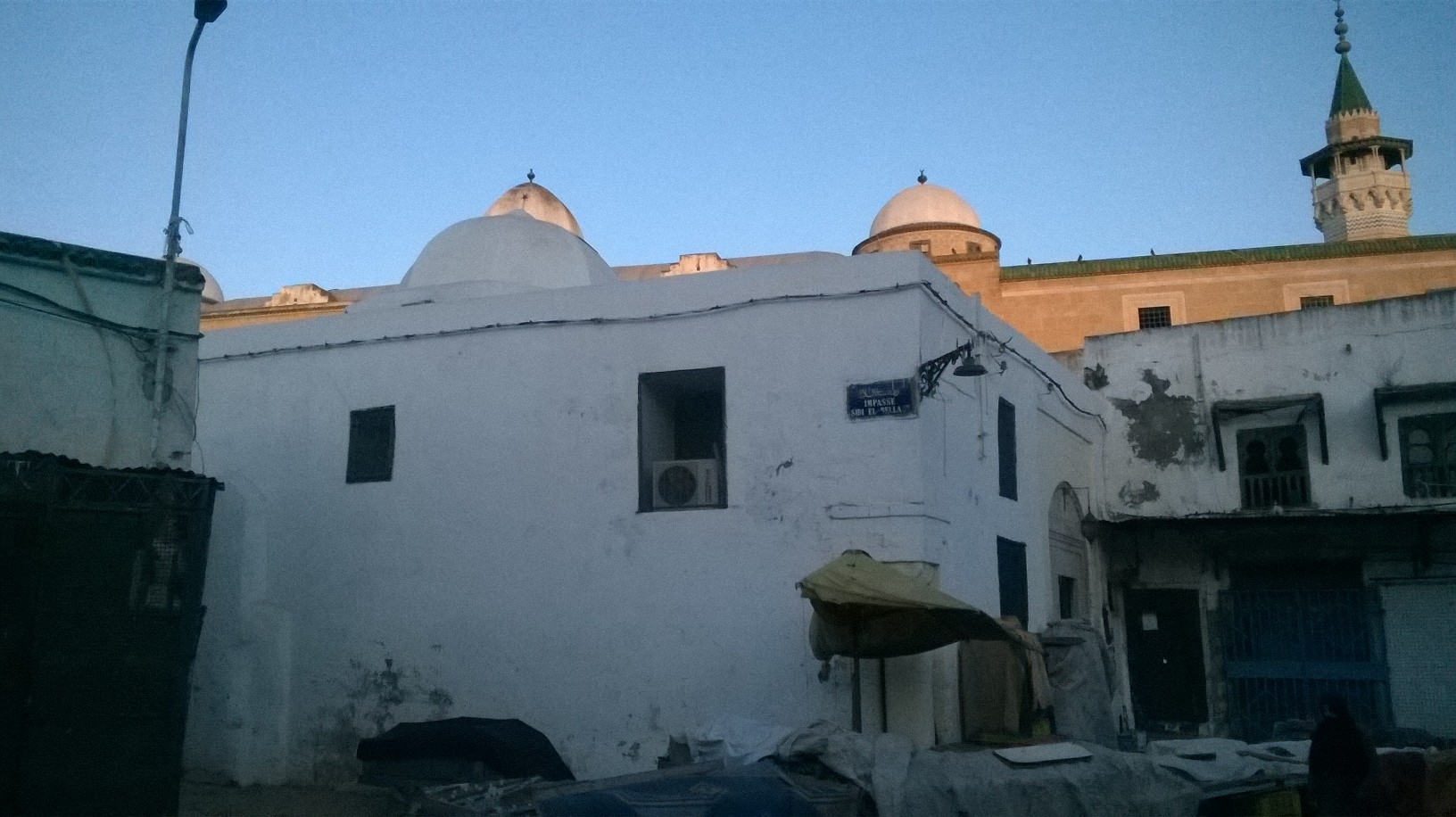
Vue de la mosquée montrant au fond le minaret de la mosquée Saheb Ettabaâ
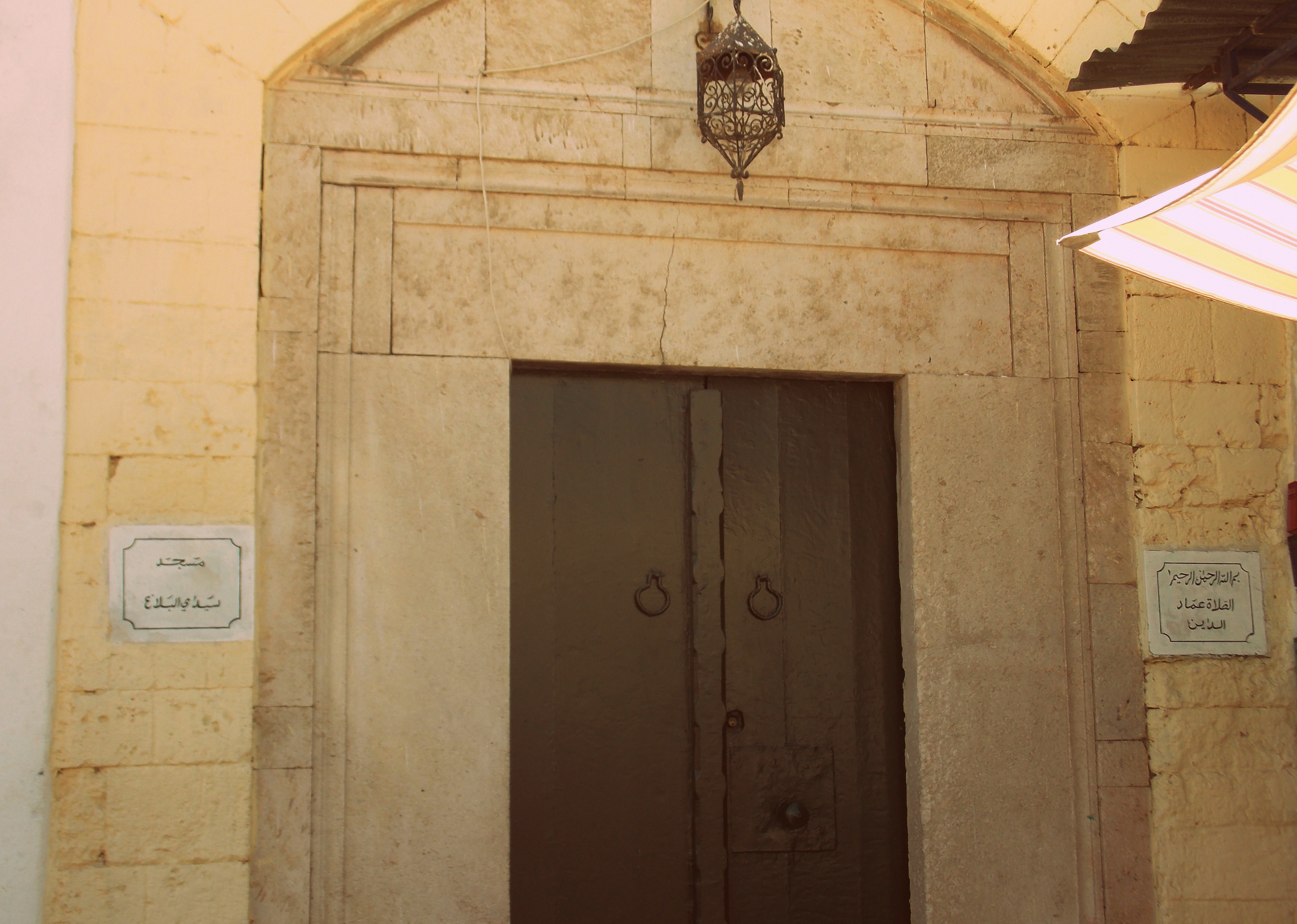
Porte d'entrée de la mosquée
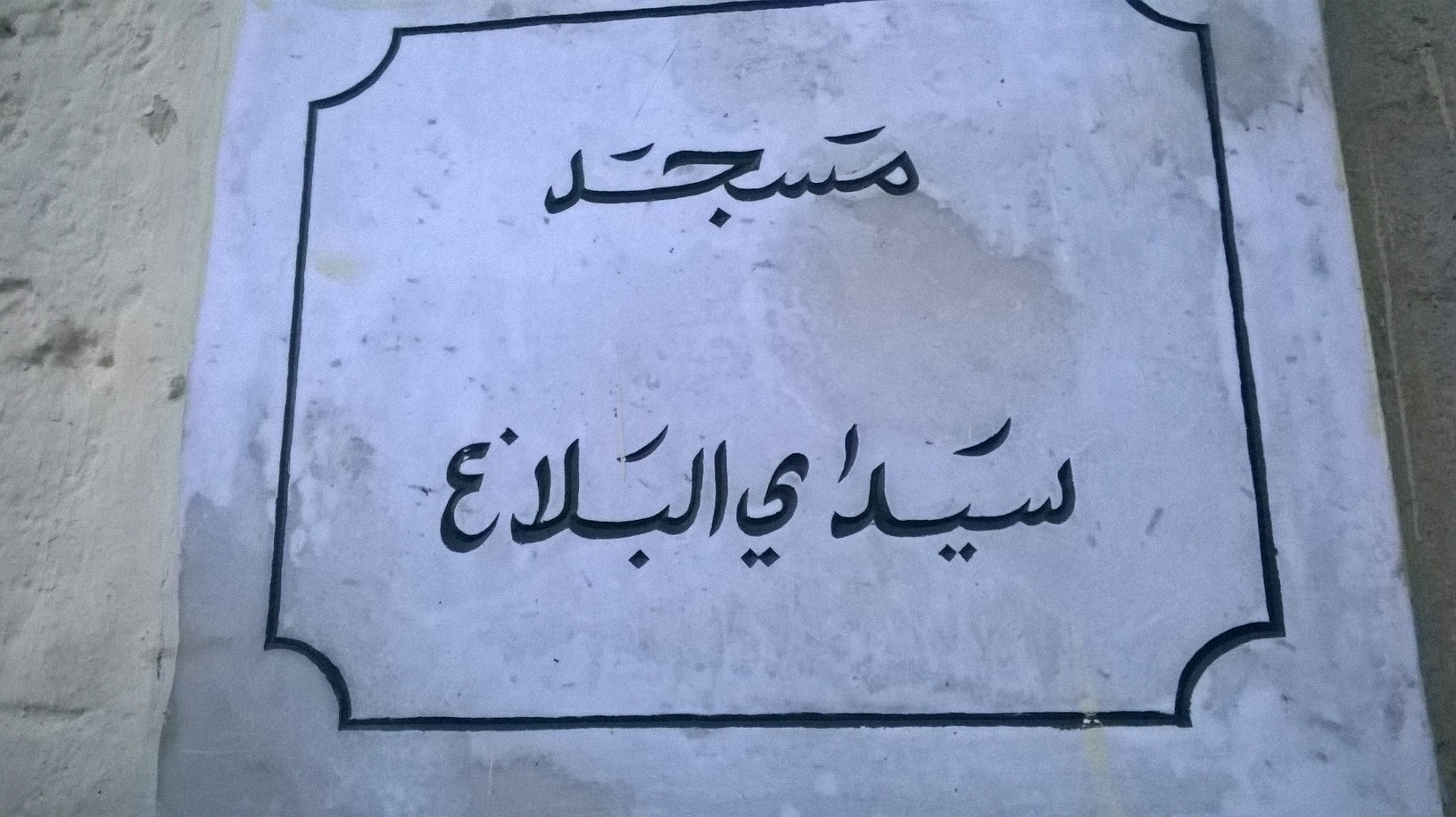
Plaque indiquant le nom de la mosquée
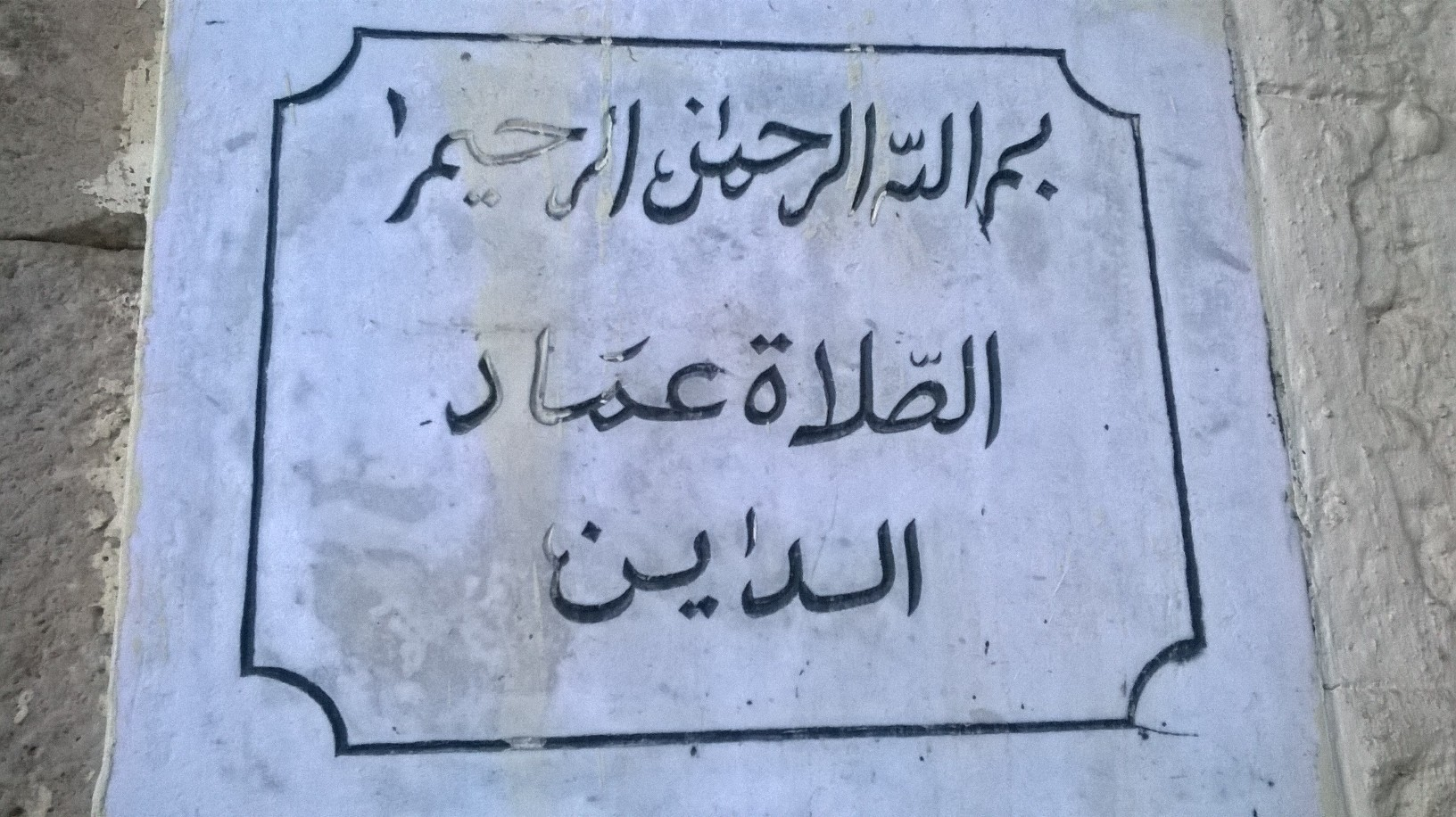
Plaque présentant un hadîth